# 103-as busz (Pécs, 1985–2011)
A pécsi 103-as jelzésű autóbusz Kertváros és a Belváros kapcsolatát látta el reggelente, a 3-as járat kiegészítő gyorsjárataként. A végállomást elhagyva érintette a 3-as kertvárosi megállóit, majd legközelebb már, a Bőrgyár megállót kihagyva, csak a belvárosban állt meg. Útvonala hasonló a 3-aséhoz, délelőtt odafele, délután visszafele nem állt meg Kertvárosban.

## Története
1985-ben indult el először a 39-es (ma 3-as) járat gyorsjárataként 139-es jelzéssel. A járat a Maléter Pál út 1 házszám alatt található végállomásról indult. A végállomás után a reggel odafele, délután visszafele Bogár illetve a Berzsenyi utcánál állt meg, a belvárosban az Ipar utcánál, Főpályaudvarnál, a Zsolnay-szobornál és az akkori Konzum Áruház nevű megállóban, illetve 1991-től a Nagy Imre úton és az Árnyas utcánál is.
1995-től kezdve csak délelőtt járt, a járatot 1998-ban megszüntették, mivel a 3-as szinte minden megállóját érintette az egyik irányban, így az utazóközönség menetidőt, a vállalat futáskilométert nem tudott spórolni.
2006. szeptember 1-jétől indult újra a járat az összevont megyeri végállomásról, amely a Sztárai Mihály úton található. A 3-as járathoz hasonlóan megváltozott irányban közlekedett a belvárosban. Az újraindulásának célja az volt, hogy a régi 3-as vonalon lakókat kárpótolja valamennyire, mivel a 3-as és a 6-os új közös szakasza miatt a 6-os járatot használók miatt zsúfoltság keletkezett a 3-ason is.
2008-tól csak délelőttönként járt, 2011. június 15-én megszűnt.

## Megállóhelyei
| megállóhely neve | menetidő (1994, délelőtt) | menetidő (1994, délután) | menetidő (2006, délelőtt) | menetidő (2006, délután) | megjegyzés                        |
| ---------------- | ------------------------- | ------------------------ | ------------------------- | ------------------------ | --------------------------------- |
| Kertváros        | –                         | –                        | 0                         | 0                        | csak 2006-tól                     |
| Sarolta utca     | 0                         | 0                        | 4                         | –                        | 2006 előtt Kertváros (végállomás) |
| Nagy Imre út     | 1                         | –                        | 5                         | –                        | csak 1991-től                     |
| Bogár utca       | 3                         | –                        | 6                         | –                        |                                   |
| Berzsenyi utca   | 4                         | –                        | 7                         | –                        |                                   |
| Árnyas út        | 5                         | –                        | 8                         | –                        | csak 1991-től                     |
| Szövetség utca   | –                         | –                        | 9                         | –                        | csak 2008-tól                     |
| Autóbusz-állomás | –                         | –                        | 12                        | –                        | csak 2006-tól                     |
| Ipar utca        | 8                         | –                        | –                         | –                        | csak 1998-ig                      |
| Főpályaudvar     | 9                         | 8                        | –                         | –                        | csak 1998-ig                      |
| Zsolnay-szobor   | 11                        | 10                       | –                         | –                        | csak 1998-ig                      |
| Árkád            | 14                        | 13                       | 13                        | 10                       | korábban Konzum Áruház            |
| Zsolnay-szobor   | –                         | –                        | 16                        | 12                       | csak 2006-tól                     |
| Főpályaudvar     | –                         | –                        | 18                        | 14                       | csak 2006-tól                     |
| Autóbusz-állomás | –                         | 15                       | –                         | –                        | csak 1998-ig                      |
| Árnyas út        | –                         | 21                       | –                         | 19                       | csak 1991-től                     |
| Berzsenyi utca   | –                         | 22                       | –                         | 20                       |                                   |
| Bogár utca       | –                         | 23                       | –                         | 21                       |                                   |
| Sarolta utca     | 24                        | 24                       | –                         | 24                       | 2006 előtt Kertváros (végállomás) |
| Kertváros        | –                         | –                        | 28                        | 28                       | csak 2006-tól                     |

## Indításszám
A járat csak tanévben és csak munkanapokon közlekedett.
- 1987–1994: délelőtt 6, délután 4
- 1995–1998: délelőtt 6, délután nem közlekedett
- 1998–2006: nem közlekedett
- 2006: délelőtt 13, délután 14
- 2010–2011: délelőtt 11, délután nem közlekedett
- 2011– nem közlekedik